# Via delle Valli
De Via delle Valli is een geheel van langeafstandswandelpaden in 50 valleien van de Italiaanse Alpen, tussen de Dolomiti di Brenta en de gletsjers van Adamello. De routes lopen tussen Madonna di Campiglio en het Lago d'Idro 